# Itapecerica da Serra
23°43′2″N 46°50′58″T / 23,71722°N 46,84944°T

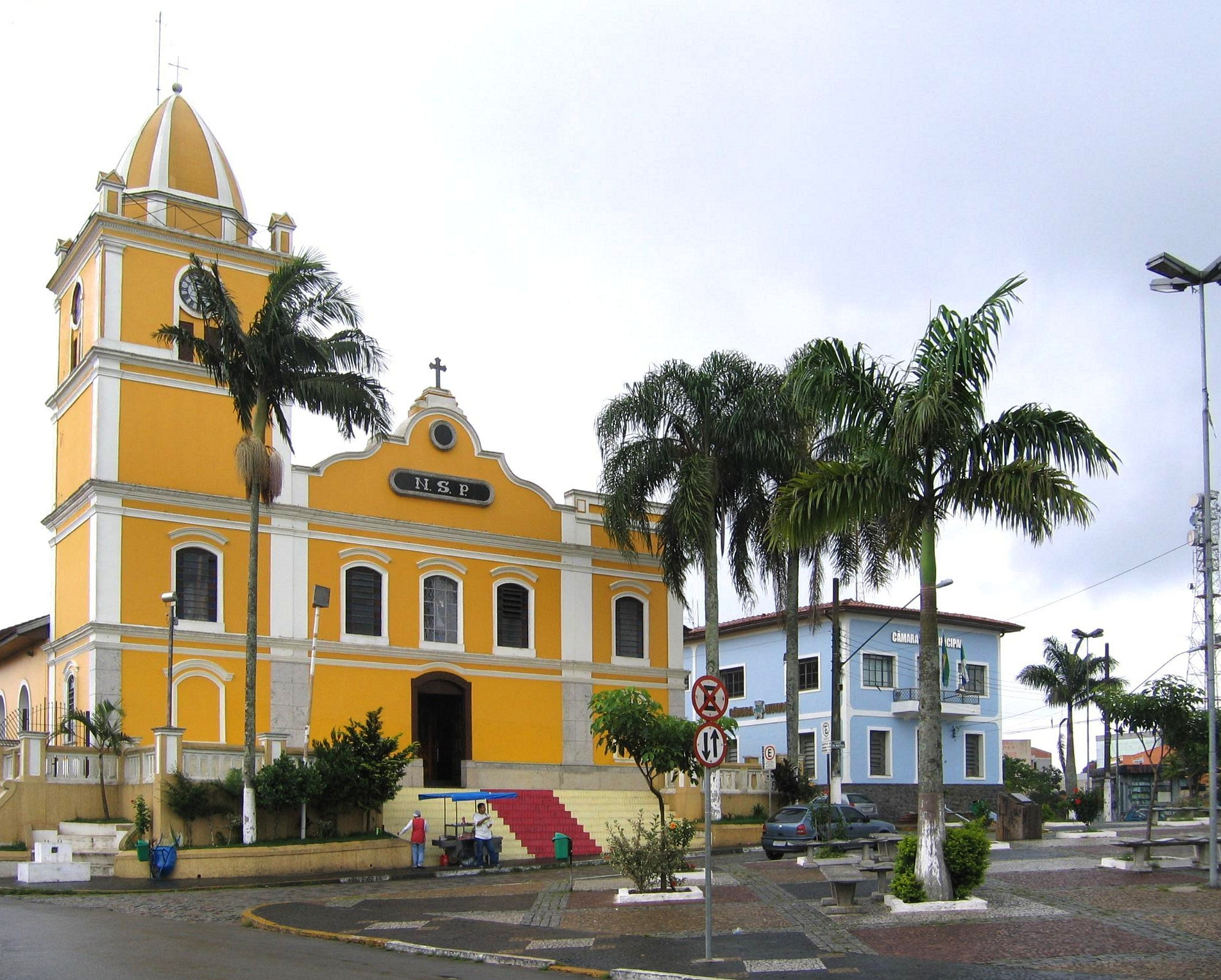
Itapecerica da Serra

Itapecerica da Serra là một đô thị ở bang São Paulo ở Brasil. Năm 2006, đô thị này có dân số 162.239, mật độ dân số 1.071,2 người/km² và diện tích là 151 km². Người ta tin rằng tên Itapecerica bắt nguồn từ tiếng Tupi có nghĩa là hòn đá trơn, và da Serra có nghĩa thuộc về núi trong tiếng Bồ Đào Nha.
Thành phố này cách thủ phủ bang São Paulo 33 km, nằm ở độ cao trung bình 960 m. Itapecerica da Serra có khí hậu bán nhiệt đới. Chỉ số phát triển con người năm 2000 của thành phố này là 0,783.
Itapecerica da Serra was được những người truyền đạo Dòng Tên lập năm 1562 trên đất của thổ dân.

## Các đô thị giáp giới
|            | Bắc: Embu                              |                |
| Tây: Cotia | Itapecerica da Serra                   | Đông São Paulo |
|            | Nam: Embu-Guaçu, São Lourenço da Serra |                |